# NGC 2062
NGC 2062 је расејано звездано јато у сазвежђу Златна риба које се налази на NGC листи објеката дубоког неба.
Деклинација објекта је - 66° 52' 33" а ректасцензија 5h 40m 2,8s. Привидна величина (магнитуда) објекта NGC 2062 износи 12,7 а фотографска магнитуда 13,0. NGC 2062 је још познат и под ознакама ESO 86-SC20.